# ميو إيرينو
ميو إيرينو (入野自由 إيرينو ميو) هو ممثل ياباني ولد في 19 فبراير 1988 في طوكيو.

## أدواره في الأنمي

### مسلسلات أنمي تلفزيونية
- تسوباسا كرونيكل - شاوران
- كوباتو. - شاوران
- آيشيلد 21 - سينا كوباياكاوا
- دي إن إنجل - دايسكي نيوا
- MADLAX - كريس
- داركر ذان بلاك: المقاول الأسود - هي (أيام الطفولة)
- البدلة المتنقلة جاندام 00 - ساجي كروسرود
- كوروزوكا - كوؤن
- فانتوم: ريكوييم فور ذا فانتوم - ريجي أزوما/زفاي
- وولفز راين - هاس
- دي جرايمان - نارين
- كروس جيم - كو كيتامورا
- أسورا كراين - توموهارو ناتسومي
- أمناء المكتبة المقاتلون: كتاب بانتورا - كوليو تونيس
- أولينسيس الفضي - توكيتو آيزاوا
- الرمية الكبرى: بطولة الصيف - كو كاواشيما
- شيكاباني هيمي: أكا - تاكاتو
- حفيد نوراريهيون - توساكامارو
- حفيد نوراريهيون: عاصمة العفاريت - توساكامارو
- أسطورة الأبطال الأسطوريين - فيول فوكل
- أوكامي-سان و رفاقها السبعة - ريوشي مورينو
- رغم كل ذلك, البلدة تدور - هيرويوكي سانادا
- ستار درايفر - ناتسوؤو كوموري
- نحن ما زلنا لا نعرف اسم الزهرة التي رأيناها ذلك اليوم - جينتان
- إير جير - نوي
- تايغر آند باني - آيزاك
- فتاة الأمواج و فتى الشباب - ماكوتو نيوا
- الأرجوحة الطائرة - يوتا تسودا
- سيكريد سفن - ماكوتو كاغامي
- أن-غو - سيغين هايامي
- ناروتو شيبودن - ميناتو ناميكازي (أيام الطفولة)، ياغورا/الميزوكاجي الرابع
- الخليلة الغامضة X - أكيرا تسوباكي
- تسوريتاما - هارو
- فيت/زيرو - كيريتسوغو إميا (أيام الطفولة)
- سلسلة مونوغاتاري الموسم الثاني - إيبيسود
- أواريمونوغاتاري - إيبيسود
- هيوكا - جيرو سوغيمورا
- كارنفال - يوتاكا
- المعركة الحديدية بي بليد - عقاب أبو وشاح
- بيردي الخارقة ديكود - تسوتومو سينكاوا
- بيردي الخارقة ديكود:02 - تسوتومو سينكاوا
- كابتن إيرث - دايتشي ماناتسو
- هايكيو!! - كوشي سوغاوارا
- هايكيو!! الموسم الثاني - كوشي سوغاوارا
- هايكيو!! ثانوية كاراسونو في مواجهة أكاديمية شيراتوريزاوا - كوشي سوغاوارا
- سيراف النهاية - يويتشيرو هياكويا
- سيراف النهاية: معركة ناغويا - يويتشيرو هياكويا
- أسوماتسو-سان - تودوماتسو، كادوماتسو، تودوكو، تودومي
- موب سايكو 100 - ريتسو كاغياما
- موب سايكو 100 II - ريتسو كاغياما
- فافنر في السماء الزرقاء - كويو كاسوغاي
- فافنر في السماء الزرقاء EXODUS - كويو كاسوغاي
- تشيهايافورو 2 - أكيهيرو تسوكوبا
- يوغي ZEXAL - أسترال، الرقم 96
- كارول آند تيوزداي - رودي
- بلاتينوم إيند - ميراي كاكيهاشي

### أوفا أنمي
- تسوباسا طوكيو ريفيليشن - شاوران
- تسوباسا شونرايكي - شاوران
- إكس إكس إكس هوليك: شونموكي - شاوران
- فتاة الثقافة: ميموار - كونوها إينوي
- سينت سيا: ذا لوست كانفاس - توكوسا
- إير جير: الأجنحة السوداء و غابة النوم Break on the sky - كازوما ميكورا

### أفلام أنمي
- تسوباسا كرونيكل: أميرة بلد أقفاص الطيور - شاوران
- إكس إكس إكس هوليك: حلم ليلة منتصف الصيف - شاوران
- المخطوفة - اكو
- فتاة الثقافة - كونوها إينوي
- فيلم البدلة المتنقلة جاندام 00: أ ويكينينغ أوف ذا تريلبليزر - ساجي كروسرود
- سلسلة أفلام توا نو كوؤن
  - توا نو كوؤن: الفصل الأول «البتلة الرغوية» - تاكاو
  - توا نو كوؤن: الفصل الثاني «رقصة الفوضى» - تاكاو
  - توا نو كوؤن: الفصل الثالث «عقوبة الأوهام» - تاكاو
  - توا نو كوؤن: الفصل الرابع «القلق القرمزي» - تاكاو
  - توا نو كوؤن: الفصل الخامس «عودة القاهر» - تاكاو
  - توا نو كوؤن: الفصل السادس «الأبد الأبدي» - تاكاو
- سلسلة أفلام كود غياس: أكيتو المنفي
  - كود غياس: أكيتو المنفي: الفصل الأول «وصول التنين» - أكيتو هيوغا
  - كود غياس: أكيتو المنفي: الفصل الثاني «انقسام التنين» - أكيتو هيوغا
- حديقة الكلمات - تاكاو أكيزوكي
- سلسلة أفلام كيزومونوغاتاري
  - كيزومونوغاتاري الفصل الثاني: نيكّيتسو - إيبيسود
- صوت صامت - شويا إيشيدا.[2]
- لوبين الثالث ضد المحقق كونان: الفيلم - إميليو باريتي
- فيلم أسوماتسو-سان - تودوماتسو

## أدواره في ألعاب الفيديو
- سلسلة كينغدوم هارتس
  - كينغدوم هارتس - سورا
  - كينغدوم هارتس تشين أوف ميموريز - سورا
  - كينغدوم هارتس II - سورا
  - كينغدوم هارتس 358/2 دايز - سورا
  - كينغدوم هارتس كودد - سورا
  - كينغدوم هارتس بيرث باي سليب - فانيتاس، سورا
  - كينغدوم هارتس 3D: دريم دروب ديستانس - سورا، فانيتاس
- ناروتو شيبودن: ألتيميت نينجا ستورم ريفولوشن - ياغورا
- ناروتو شيبودن: ألتيميت نينجا ستورم 4 - ياغورا
- هايكيو!! رابط! طلة القمة!! - كوشي سوغاوارا
- هايكيو!! كروس تيم ماتش! - كوشي سوغاوارا

## أدواره في الدبلجة اليابانية
- جونو - بولي
- غلي - سام إيفانز

## وصلات خارجية
- ميو إيرينو على موقع IMDb (الإنجليزية)
- ميو إيرينو على موقع ألو سيني (الفرنسية)
- ميو إيرينو على موقع ميوزك برينز (الإنجليزية)
- ميو إيرينو على موقع أول موفي (الإنجليزية)
- ميو إيرينو على موقع قاعدة بيانات الأفلام السويدية (السويدية)
- ميو إيرينو على موقع قاعدة بيانات الفيلم (الإنجليزية)
- ميو إيرينو على موقع كينوبويسك (الروسية)
- ميو إيرينو على موقع ANN person (الإنجليزية)